# 새뮤얼 오스굿 하우스
새뮤얼 오스굿 하우스(영어: Samuel Osgood House)는 월터 프랭클린 하우스(Walter Franklin House)로도 알려져 있으며, 미국 대통령의 첫 관저였다. 이곳은 뉴욕이 국회 의사당으로 2년 동안 있었던 동안 1789년 4월 23일부터 1790년 2월 23일까지 조지 워싱턴과 그의 가족, 가사 직원, 그리고 노예들을 수용했다. 1856년에 철거된 이 건물은 현재 시빅센터인 맨해튼의 펄과 체리(오늘날 도버) 거리의 북동쪽 모퉁이에 위치해 있었다.

## 기원과 대통령 관저로서의 사용
소유주인 새뮤얼 오스굿은 매사추세츠주의 정치인이자 변호사로, 뉴욕에 정착했다. 그는 1770년에 이 집을 지었던 상인 월터 프랭클린의 미망인 마리아 보운 프랭클린과 결혼했다. 의회는 워싱턴의 사용을 위해 이 집을 임대했고, 대통령 당선자는 1789년 4월 30일 첫 미국 대통령 취임 일주일 전에 입주했다. 오스굿 하우스는 생활 공간 외에도 대통령의 개인 사무실(오벌 오피스와 동등)과 공공 업무 사무실(웨스트 윙과 동등)을 포함하여 연방 정부 행정부의 첫 번째 자리였다.
뉴욕 역사 학회에 보관된 새뮤얼 오스굿 문서에는 워싱턴 입주를 위해 저택을 준비하는 데 사용된 구매 목록이 기록되어 있다.
장군이 도착하기 전날 아침에 가서 살펴보았다. 모든 방에 최고의 가구가 있었고, 내가 본 것 중 가장 많은 양의 접시와 도자기가 있었다. 1층과 2층 전체가 벽지로 장식되어 있고 바닥은 가장 풍성한 터키 및 윌턴 카펫으로 덮여 있었다. 지금은 조지 워싱턴 장군과 궁전에 대한 이야기 외에는 거의 아무것도 언급되지 않는다.

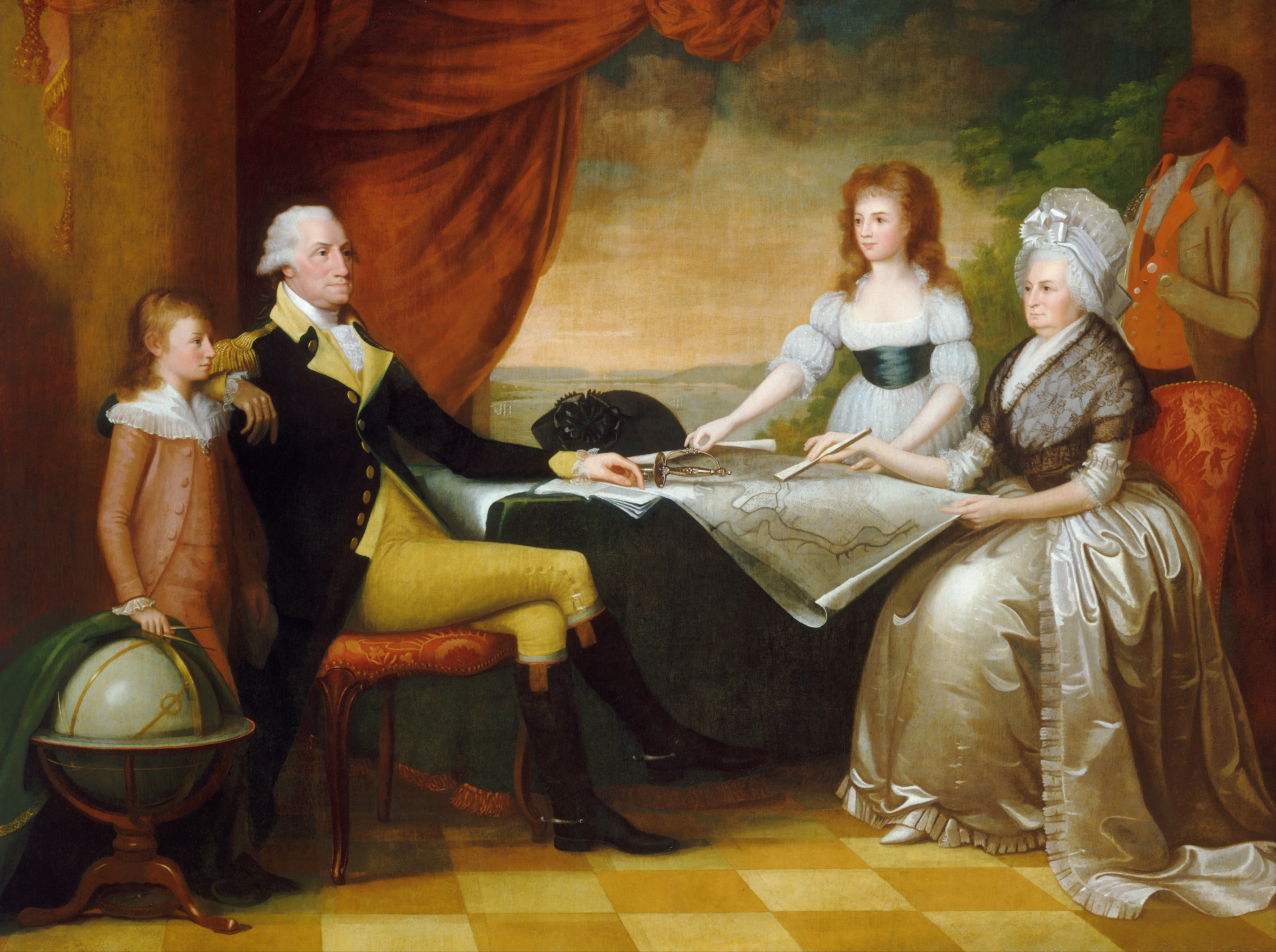
에드워드 새비지의 워싱턴 가문 (1789–1796). 새비지는 1789년 12월과 1790년 1월 오스굿 하우스에서 스케치한 것을 바탕으로 이 실물 크기에 가까운 단체 초상화를 그렸다.

인근 프라운스 태번의 전 소유주였던 집사 새뮤얼 프라운시스는 약 20명의 가사 직원을 관리했다: 임금 노동자, 계약 하인, 그리고 노예 하인들. 뉴욕에서 노예 제도는 합법적이었고, 워싱턴은 마운트 버넌에서 7명의 노예 아프리카인들을 대통령 가구에서 일하게 하기 위해 데려왔다: 윌리엄 리, 크리스토퍼 쉴즈, 자일스, 파리, 오스틴, 몰, 그리고 오니 저지.
마사 워싱턴의 두 손주인 넬리 커스티스 (1779년생)와 "워시" 커스티스 (1781년생)도 퍼스트 패밀리의 일원이었다.
취임 직후, 워싱턴은 허벅지에 종양(탄저균 중독으로 추정)이 생겨 심하게 앓았다. 그가 방해받는 것을 막기 위해 체리 스트리트는 통제되었다.

## 말년

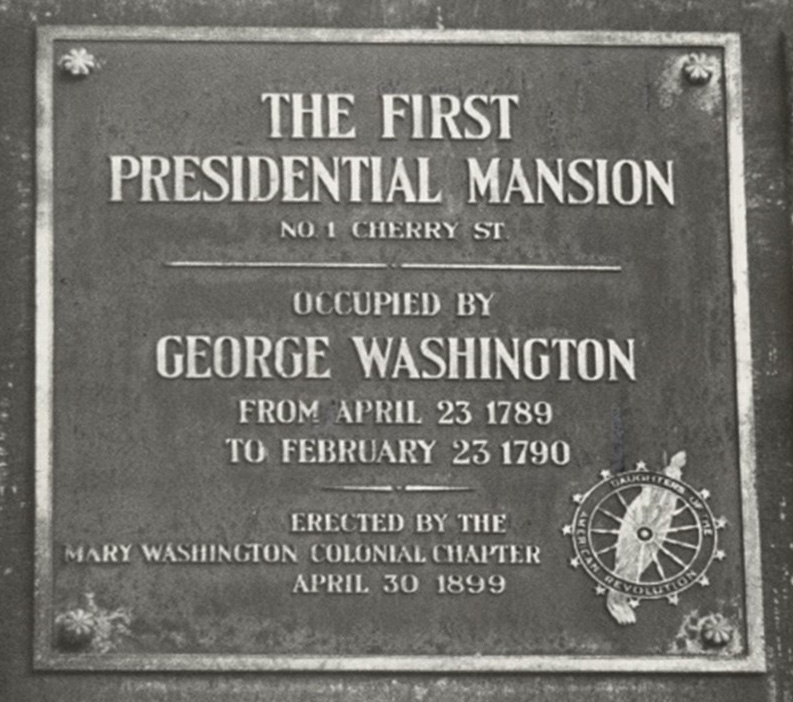
1899년 DAR 명판

이 집은 연간 임대료 845달러에 1년간 임대되었지만, 대통령은 10개월 만에 더 큰 거주지를 구할 수 있게 되자 비웠다. 워싱턴은 알렉산더 매콤 하우스로 이사했으며, 1790년 2월 23일부터 8월 30일까지 그곳에서 거주했다.
1790년 7월 거주지법에 따라, 영구적인 국회의사당이 컬럼비아 특별구에 건설되는 동안, 국회 의사당은 10년 동안 펜실베이니아, 필라델피아로 옮겨졌다.
오스굿 하우스는 1856년에 철거되었다. 1899년에 미국 혁명 딸들은 브루클린교 진입로 아래 펄 스트리트가 교차하는 지점에 청동 명판으로 그 위치를 표시했다.

## 같이 보기
- 알렉산더 매콤 하우스, 두 번째 대통령 관저
- 대통령의 집 (필라델피아), 세 번째 대통령 관저
- 저먼타운 백악관, 워싱턴 대통령이 두 번 일시적으로 점유
- 백악관/백악관 중앙관저
- 미국 대통령 관저 목록

## 참고 문헌
- Decatur, Stephen, Jr., The Private Affairs of George Washington (1933).
- Hoffman, Henry B. "President Washington's Cherry Street Residence." The New-York Historical Society Quarterly Bulletin, vol. 23 (January 1939): 90–103.
- Miller, Agnes. "The Macomb House: Presidential Mansion." Michigan History, vol. 37 (December 1953): 373–384.
- Wharton, Anne H. "Washington's New York Residence in 1789." Lippincott's Monthly Magazine, vol. 43 (1889): 741–745.